# Френкель, Вольф Юдович
Во́льф Ю́дович Фре́нкель (15 мая 1927, Лодзь, Лодзинское воеводство — 26 февраля 2020, Бруклин, Нью-Йорк) — советский инженер-электротехник, лауреат Ленинской премии.

## Биография
В 1952 году окончил электротехнический факультет Ленинградского политехнического института, отделение тока высокого напряжения.
Работал на Запорожском трансформаторном заводе в отделе главного конструктора, с 1956 года начальник конструкторского бюро.
В 1962 году стал лауреатом Ленинской премии за создание комплекса высоковольтного оборудования на напряжение 500 кВ переменного тока.
В 1960—1969 годах начальник бюро, главный конструктор НИИ трансформаторостроения и высоковольтной аппаратуры (в составе ЗТЗ). В 1969—1992 годах — начальник отдела мощных высоковольтных трансформаторов ВНИИ трансформаторостроения. Руководил созданием новых типов трансформаторов для Приднепровской ГРЭС, Каховской ГЭС и других электростанций. В 1979 году защитил диссертацию кандидата технических наук по теме «Исследование схемных решений трансформаторов предельных мощностей и напряжений (500—1150 кВ)».
В 1992 году переехал в Нью-Йорк.